# غانهوياغن غان إرديني
غانهوياغن غان إرديني (مواليد 29 مارس 1993) هو ملاكم منغولي، مثّل بلاده في الألعاب الأولمبية الصيفية 2016.

## روابط خارجية
غانهوياغن غان إرديني على موقع بوكس ريك (الإنجليزية) (registration required)
- غانهوياغن غان إرديني على موقع اللجنة الأولمبية الدولية (الإنجليزية)
- غانهوياغن غان إرديني على موقع أوليمبيديا (الإنجليزية)